# Mycosphaerella lycopodii
Mycosphaerella lycopodii är en svampart som tillhör divisionen sporsäcksvampar, och som först beskrevs av Peck, och fick sitt nu gällande namn av Homer Doliver House. Mycosphaerella lycopodii ingår i släktet Mycosphaerella, och familjen Mycosphaerellaceae. Arten är reproducerande i Sverige.